# Френе-ле-Пюкё
Френе́-ле-Пюкё (фр. Fresney-le-Puceux) — коммуна во Франции, находится в регионе Нижняя Нормандия. Департамент коммуны — Кальвадос. Входит в состав кантона Бретвиль-сюр-Лез. Округ коммуны — Кан.
Код INSEE коммуны — 14290.

## Население
Население коммуны на 2010 год составляло 733 человека.
| 1962 | 1968 | 1975 | 1982 | 1990 | 1999 | 2010 |
| ---- | ---- | ---- | ---- | ---- | ---- | ---- |
| 513  | 524  | 534  | 587  | 615  | 657  | 733  |

## Экономика
В 2010 году среди 491 человека трудоспособного возраста (15—64 лет) 390 были экономически активными, 101 — неактивными (показатель активности — 79,4 %, в 1999 году было 70,4 %). Из 390 активных жителей работали 361 человек (194 мужчины и 167 женщин), безработных было 29 (13 мужчин и 16 женщин). Среди 101 неактивной 32 человека были учениками или студентами, 49 — пенсионерами, 20 были неактивными по другим причинам.

## Известные уроженцы
- Требюсиен, Гильом Станислав (1800—1870) — французский антикварий, переводчик, востоковед.